# 阿拉梅金河
43°00′58″N 74°40′25″E / 43.01611°N 74.67361°E

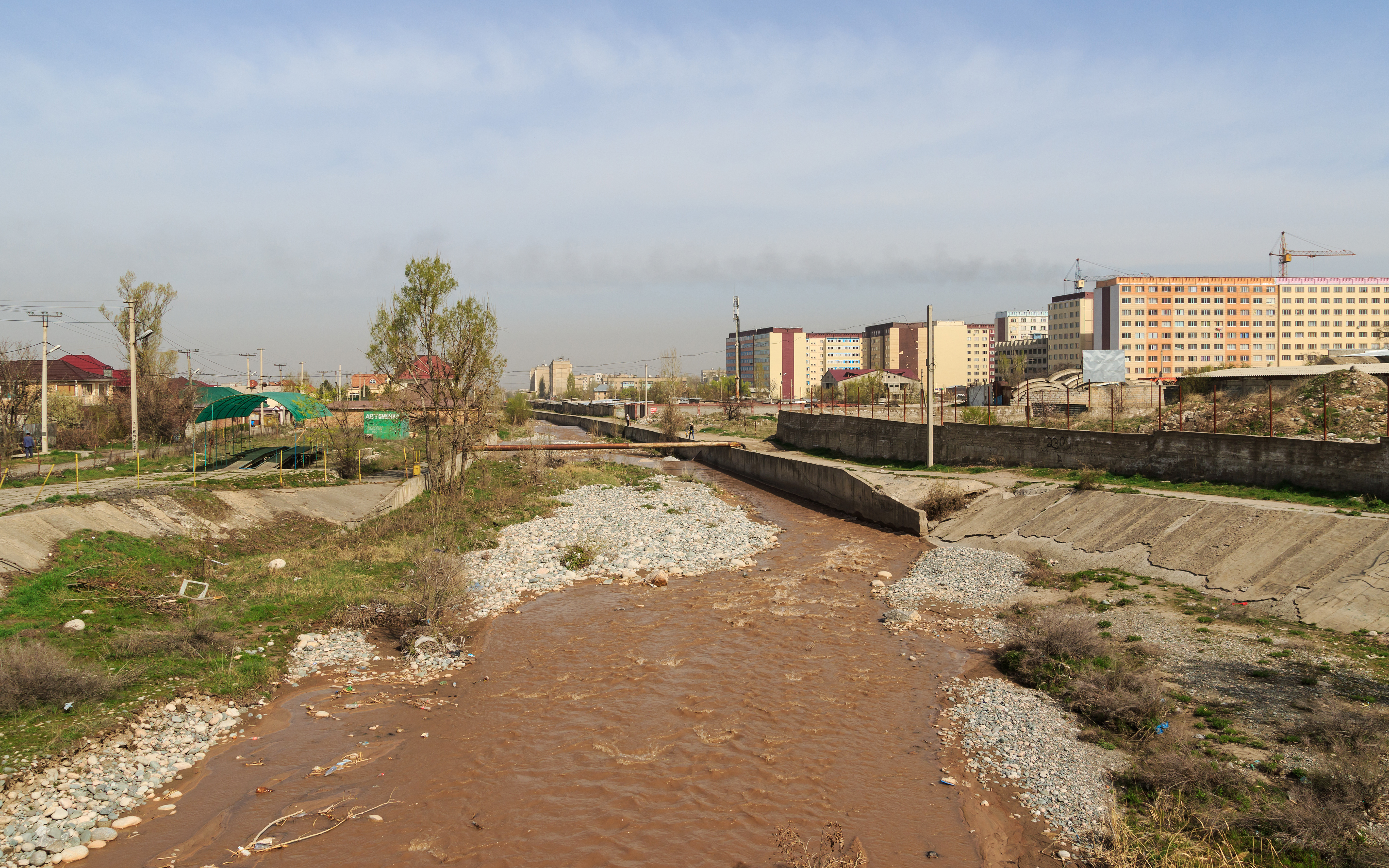

阿拉梅金河是吉爾吉斯斯坦的河流，位於該國北部，流經楚河州，屬於楚河的左支流，河道全長78公里，流域面積317平方公里，平均流量每秒6.3立方米。